# Стара Авгура
Стара Авгу́ра (рос. Старая Авгура, ерз. Ташто Авгура) — село у складі Краснослободського району Мордовії, Росія. Входить до складу Колопінського сільського поселення.
Населення — 96 осіб (2010; 121 у 2002).
Національний склад (станом на 2002 рік):
- росіяни — 88 %